# 11インチiPad Pro (第3世代)
11インチiPad Pro（11インチアイパッド プロ）はAppleが開発、販売するタブレット型コンピュータである。iPadシリーズにおける最上位モデルとなっている。

## 概要
2021年4月20日（現地時間）、スペシャルイベントで発表された。iPadシリーズとして初のApple M1プロセッサを搭載し、Thunderbolt 3に対応したUSB-Cコネクタと超広角前面カメラを採用、Cellularモデルでは5G通信に対応している。20W USB-C電源アダプタが付属する（本体は30Wでの急速充電に対応）。前世代からデザイン、画面サイズともに変更はないものの、重量が5g軽くなっている。
また、2024年に発表されたApple Intelligenceに対応する。

### 専用オプション
iPad Proの画面スペックを活かすため、専用のオプションが3つ用意されている。
Smart Keyboard Folio
Apple Pencil (第2世代)
11インチiPad Pro（第3世代）・iPad Air（第4世代）用Magic Keyboard

## iPadモデルの変遷
（横スクロールできる画像です）